# 船灣郊野公園（擴建部份）

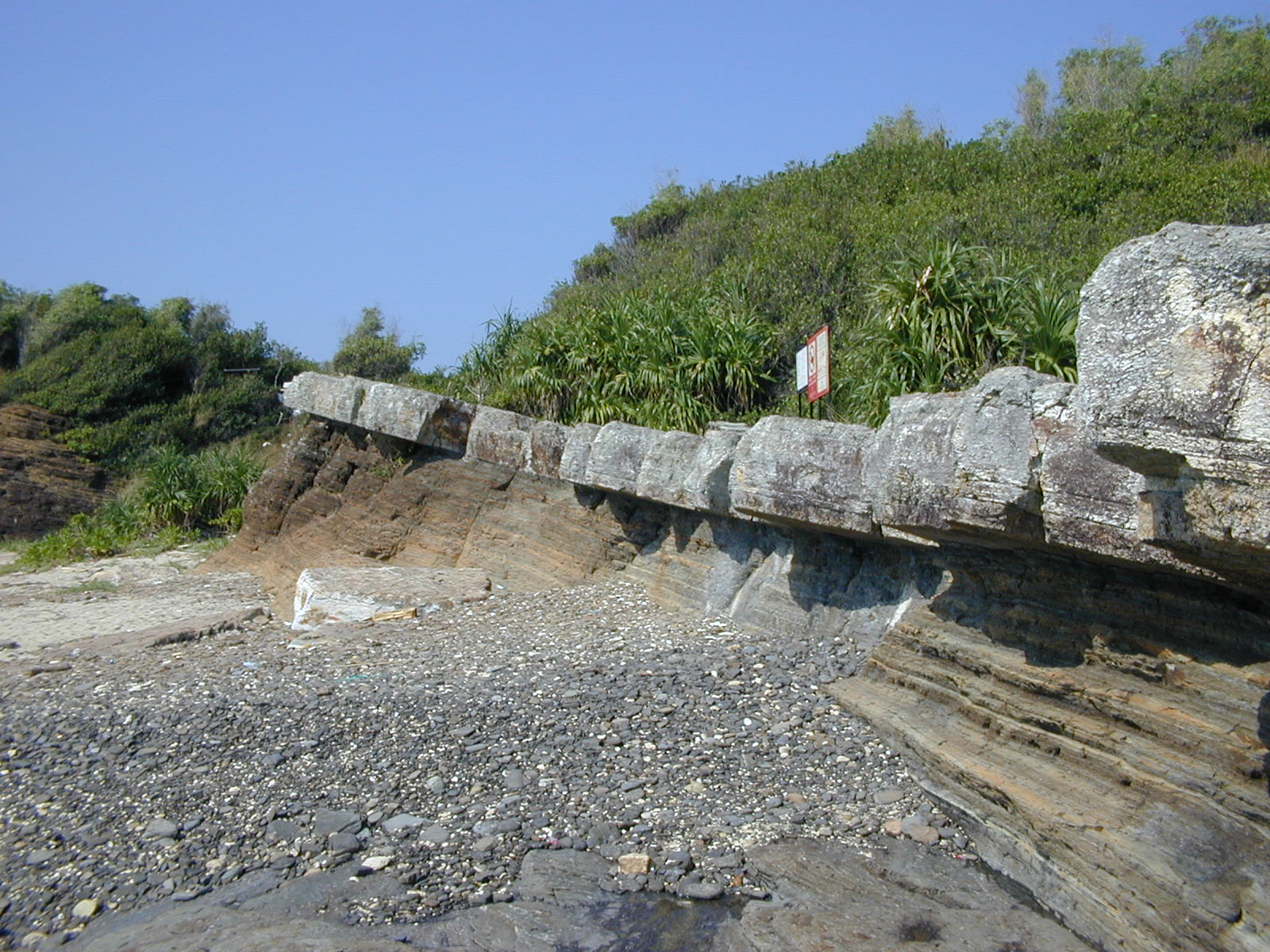
東平洲其中一個著目景點——龍落水（由燧石形成的石脈）

船灣郊野公園（擴建部份），或稱船灣（擴建部份）郊野公園（英語：Plover Cove Country Park (Extension)），是香港的一個郊野公園，佔地達630公頃。公園於1979年6月1日正式劃定。
公園範圍包括新界東北水域的幾個主要島嶼，西面與船灣郊野公園相對。該幾個島嶼中最偏遠的是東平洲，而其他的則為吉澳、洋洲（對面洲）、娥眉洲、往灣洲、虎王洲（湖洋洲），以及赤洲。
根据联合国教科文组织的资料，船湾淡水湖位于船湾郊野公园范围内，是香港联合国教科文组织世界地质公园范围内的东北沉积岩园区，具重大自然和文化价值，地質景點也受到法例保護。
吉澳洲特別地區位於該郊野公園之內。

## 站外鏈結
- 漁農自然護理署 船灣（擴建部份） （页面存档备份，存于）

1. ↑  >. 香港聯合國教科文組織世界地質公園網站.   [2018-02-26]. （原始内容存档于2021-03-10）.